# 神尾元勝
神尾 元勝（かんお もとかつ、天正17年（1589年） - 寛文7年4月25日（1667年6月16日））は、江戸時代の旗本、茶人。江戸時代の歴代町奉行の中で、もっとも長期間奉行職を務めた。通称は五郎三郎。官位は内記、従五位下備前守。剃髪後に宗休と号する。子に元珍、元清、梶川忠勝（梶川忠久養子）、娘（小堀正十室）、娘（西郷延員室）、娘（柴田勝興室）、娘（大岡忠章室）、娘（能勢頼宗室）がいる。

## 人物
岡田元次の子として誕生し、神尾忠重の夫人で、後に徳川家康の側室となった阿茶局の養女を娶り、神尾家に養子に入った。慶長11年（1606年）、家康に登用されて徳川秀忠に拝謁、書院番士に選出される。その後小姓番、使番、作事奉行と累進し、寛永11年（1634年）に長崎奉行に就任、寛永18年（1641年）に、火災消火指揮中に殉職した加賀爪忠澄の後任として、南町奉行に就任した。
寛永21年（1644年）に浪人4人と力士1人が吉原で狼藉を起こした際、同心を率いてこれを鎮圧し彼らに死罪を下し、由井正雪による幕府転覆計画の折にも石谷貞清と共に鎮圧するなど、奉行として江戸の治安維持に尽力し、寛文元年（1661年）に致仕するまで、足掛け20年近くに渡り奉行を務めた。玉川上水を開削する際、推進した玉川兄弟の案を幕府に献策するなど、便宜を図ったのも元勝だという。墓所は東京都江東区の雲光院。
茶道は小堀遠州、片桐石州に学んだ。子の元珍もまた茶人であった。神尾家が多数収集した名物茶道具は『神尾蔵帳』の名で伝えられ、後世に尊重された。